# Large Underground Xenon

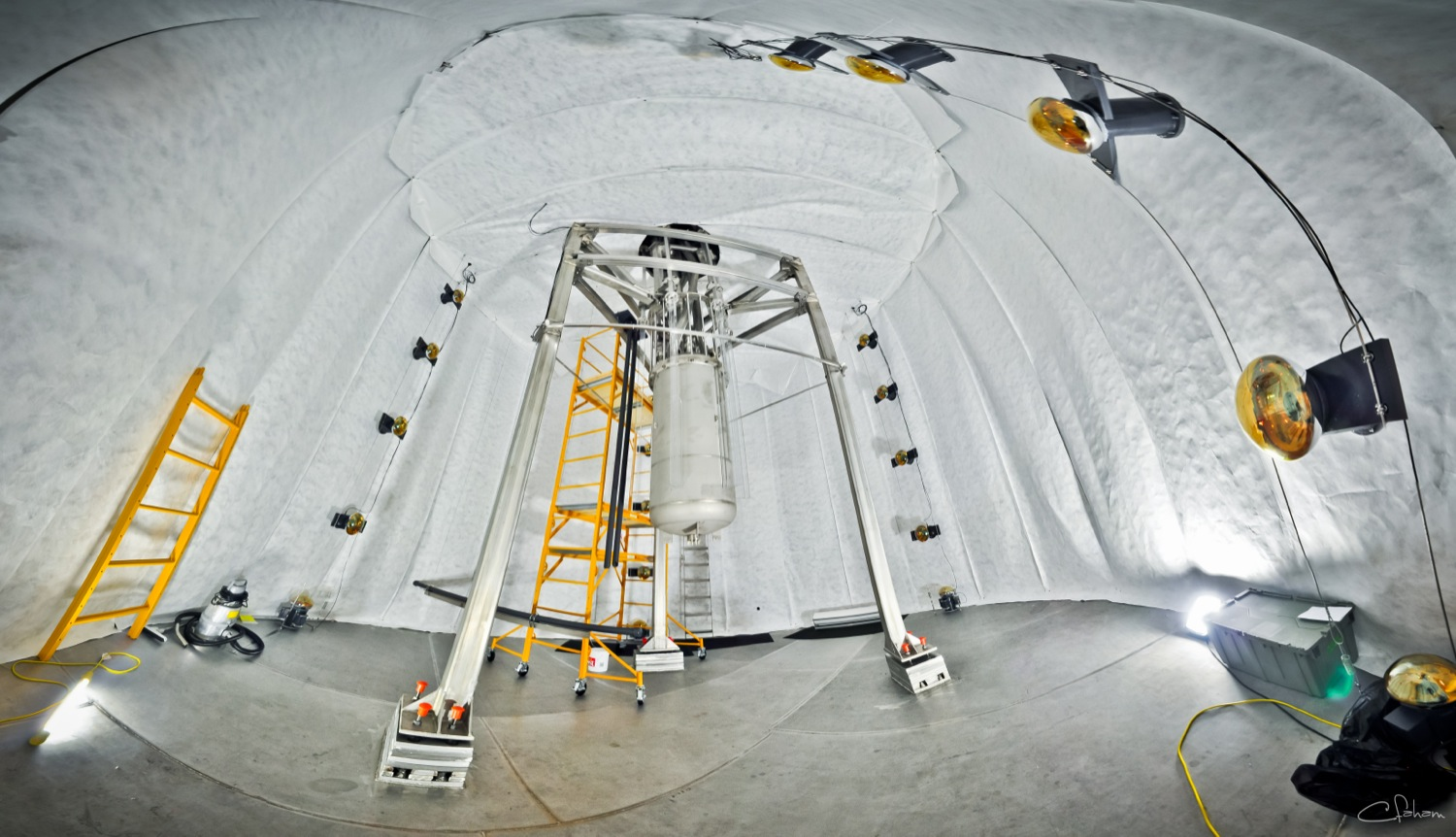
Large Underground Xenon (LUX)

Large Underground Xenon (LUX) – eksperyment fizyczny, którego celem było poszukiwanie ciemnej materii, przeprowadzony pomiędzy październikiem 2014 a majem 2016 roku.

## Teoria i badania
Według teoretycznych przewidywań ciemna materia stanowi około 80% masy Wszechświata, pozostałą część stanowi zwykła materia. Ponadto z wielu obserwacji astronomicznych pośrednio wynika jej istnienie, gdyż obserwuje się jej oddziaływanie grawitacyjne w megaskali kosmosu (galaktyki, gromady galaktyk). Dotychczas jednak nie odkryto jej bezpośrednio.
Zadaniem eksperymentu LUX było poszukiwanie WIMP (ang. Weakly Interacting Massive Particles), czyli słabo oddziałujących masywnych cząstek, które są jednym z potencjalnych rodzajów ciemnej materii. LUX znajdował się około 1,5 kilometra pod ziemią w byłej kopalni złota w Dakocie Południowej i składał się ze zbiornika zawierającego 370 kilogramów ksenonu otoczonego detektorami. Całość zanurzona była w zbiorniku zawierającym 265 tysięcy litrów wody. Umieszczenie detektora głęboko pod powierzchnią ziemi służyło wyeliminowaniu wpływu promieniowania kosmicznego na wynik eksperymentu. Na tej głębokości wpływ promieniowania jest około miliona razy mniejszy niż na powierzchni ziemi. W czasie trwających 20 miesięcy obserwacji uzyskano 500 terabajtów danych, które przeanalizowano za pomocą komputerów z Brown University i poddano zaawansowanym symulacjom w Lawrence Berkeley National Laboratory.

## Wyniki eksperymentu
Czułość LUX znacznie przewyższyła wstępne założenia. Podczas badań w latach 2014–2016 czułość LUX zwiększono czterokrotnie w stosunku do pierwotnych założeń. Mimo tego nie znaleziono żadnych śladów ciemnej materii. Wyniki eksperymentu pozwoliły na wykluczenie wielu modeli dotyczących ciemnej materii. To z kolei pozwala skupić się w przyszłości na prowadzeniu kolejnych eksperymentów. Dzięki temu, że LUX niczego nie wykrył, można było z teorii dotyczącej WIMP wyeliminować cały szereg mas i możliwych sił interakcji tych cząstek z materią. Model WIMP nadal jednak pozostaje ważny.

## Przyszłość badań
Następcą eksperymentu LUX będzie LUX-ZEPLIN (LZ). Zostanie w nim wykorzystane 10 ton ksenonu. Pojemnik z nim zostanie zanurzony w tym samym zbiorniku wody, który był wykorzystany przy eksperymencie LUX. Spodziewana czułość LZ ma być 70-krotnie większa od czułości LUX. Rozpoczęcie eksperymentu LZ planowane jest na rok 2020.